# Vincent Curatola
Vincent Curatola (16 de agosto de 1953) es un actor estadounidense de ascendencia italiana. Su papel más conocido es el del frío y calculador Johnny Sack en la serie Los Soprano. También es cantante y en varias ocasiones ha tocado con su banda de rock en Chicago.  
Nació y creció en Englewood, Nueva Jersey, lugar donde durante su niñez conoció a varios artistas que lo influenciarían. Todavía vive en New Jersey, y se mantiene en contacto con sus seguidores a través de su sitio personal.
Hizo un cameo en el video de Hillary Clinton donde anuncia la canción de su campaña. Fue una parodia del capítulo final de Los Soprano.

## Filmografía
- 2012 Killing Them Softly como Johnny Amato.
- 2009 Karma, Confessions and Holi como Asa Taft.
- 2009 Frame of Mind como el teniente John Mangione.
- 2009 The Hungry Ghosts como Nicky Z.
- 2009 Life on Mars como Anthony Nunzio.
- 2007 Made in Brooklyn como juez/State trooper.
- 2005 Fun with Dick and Jane como el vecino de Dick (no acreditado).
- 2005 Johnny Slade's Greatest Hits como Mr. Samantha
- 2004 2BPerfectlyHonest como el doctor Platter
- 2003 I Am Woody como el doctor Webble
- 2000 Hot Ice
- 1999 Los Soprano como Johnny Sack.
- 1998 Exiled como detective # 1.
- 1996 Gotti (no acreditado).
- 1995 Dearly Beloved como Francis Leone.
- 1991 Law & Order como ujier del tribunal.